# خط طول 130° شرق
خط طول 130° شرق هو أحد خطوط الطول الجغرافية، والتي تمتد من القطب الشمالي الجغرافي إلى القطب الجنوبي الجغرافي، وحسب التحويل الزمني يتقدم خط طول 130° شرق عن خط غرينتش بـ8 ساعات و40 دقيقة.

## من القطب إلى القطب
ينطلق خط طول 130° شرق من القطب الشمالي نحو القطب الجنوبي مرورا بالمناطق التي ترد في الجدول التالي:
| الإحداثيات                           | البلد أو الإقليم أو البحر | ملاحظات |
| ------------------------------------ | ------------------------- | --- |
| 90°0′N 130°0′E / 90.000°N 130.000°E  | المحيط المتجمد الشمالي    | |
| 77°14′N 130°0′E / 77.233°N 130.000°E | بحر لابتيف                | |
| 71°5′N 130°0′E / 71.083°N 130.000°E  | روسيا                     | ياقوتيا أوبلاست أمور — من 55°44′N 130°0′E / 55.733°N 130.000°E |
| 49°0′N 130°0′E / 49.000°N 130.000°E  | جمهورية الصين الشعبية     | هيلونغجيانغ جيلين — من 43°51′N 130°0′E / 43.850°N 130.000°E |
| 42°58′N 130°0′E / 42.967°N 130.000°E | كوريا الشمالية            | |
| 42°0′N 130°0′E / 42.000°N 130.000°E  | بحر اليابان               | |
| 33°27′N 130°0′E / 33.450°N 130.000°E | اليابان                   | جزيرة كيوشو — ساغا (محافظة) — ناغاساكي (محافظة) — من 33°2′N 130°0′E / 33.033°N 130.000°E |
| 32°45′N 130°0′E / 32.750°N 130.000°E | بحر الصين الشرقي          | |
| 32°23′N 130°0′E / 32.383°N 130.000°E | اليابان                   | جزيرة Shimoshima — كوماموتو (محافظة) |
| 32°14′N 130°0′E / 32.233°N 130.000°E | بحر الصين الشرقي          | مرورا بشرق the Koshikijima Islands، كاغوشيما (محافظة), اليابان (في 31°49′N 129°56′E / 31.817°N 129.933°E) · مرورا بشرق the جزيرة Kuroshima, Kagoshima Prefecture, اليابان (في 31°49′N 129°57′E / 31.817°N 129.950°E) · مرورا بغرب the جزيرة Kuchinoerabujima, Kagoshima Prefecture, اليابان (في 30°28′N 130°8′E / 30.467°N 130.133°E) |
| 30°0′N 130°0′E / 30.000°N 130.000°E  | المحيط الهادئ             | مرورا بشرق the جزيرة Kuchinoshima, Kagoshima Prefecture, اليابان (في 29°57′N 129°56′E / 29.950°N 129.933°E) |
| 28°21′N 130°0′E / 28.350°N 130.000°E | اليابان                   | جزيرة كيكاي [لغات أخرى]‏ — كاغوشيما (محافظة) |
| 28°18′N 130°0′E / 28.300°N 130.000°E | المحيط الهادئ             | |
| 0°14′N 130°0′E / 0.233°N 130.000°E   | بحر هلماهرا               | Passing by numerous small جزر إندونيسيا |
| 1°45′S 130°0′E / 1.750°S 130.000°E   | إندونيسيا                 | جزيرة جزيرة ميسول |
| 2°1′S 130°0′E / 2.017°S 130.000°E    | بحر سيرام                 | |
| 2°59′S 130°0′E / 2.983°S 130.000°E   | إندونيسيا                 | جزيرة جزيرة سيرام |
| 3°29′S 130°0′E / 3.483°S 130.000°E   | بحر باندا                 | مرورا عبر the جزر باندا (في 4°33′S 130°0′E / 4.550°S 130.000°E) |
| 6°18′S 130°0′E / 6.300°S 130.000°E   | إندونيسيا                 | جزيرة جبل سيروا, إندونيسيا |
| 6°19′S 130°0′E / 6.317°S 130.000°E   | بحر باندا                 | |
| 7°42′S 130°0′E / 7.700°S 130.000°E   | إندونيسيا                 | جزيرة جزر بابار |
| 7°44′S 130°0′E / 7.733°S 130.000°E   | بحر تيمور                 | مرورا بغرب باتهيرست، إقليم شمالي (أستراليا), أستراليا (في 11°47′S 130°1′E / 11.783°S 130.017°E) |
| 13°31′S 130°0′E / 13.517°S 130.000°E | أستراليا                  | إقليم شمالي (أستراليا) جنوب أستراليا — من 26°0′S 130°0′E / 26.000°S 130.000°E |
| 31°35′S 130°0′E / 31.583°S 130.000°E | المحيط الهندي             | Australian authorities consider this to be part of the المحيط الجنوبي[1][2] |
| 60°0′S 130°0′E / 60.000°S 130.000°E  | المحيط الجنوبي            | |
| 65°59′S 130°0′E / 65.983°S 130.000°E | القارة القطبية الجنوبية   | الإقليم الأسترالي في القارة القطبية الجنوبية، المطالب الإقليمية بالقارة القطبية الجنوبية by أستراليا |